# Conseil d'Italie

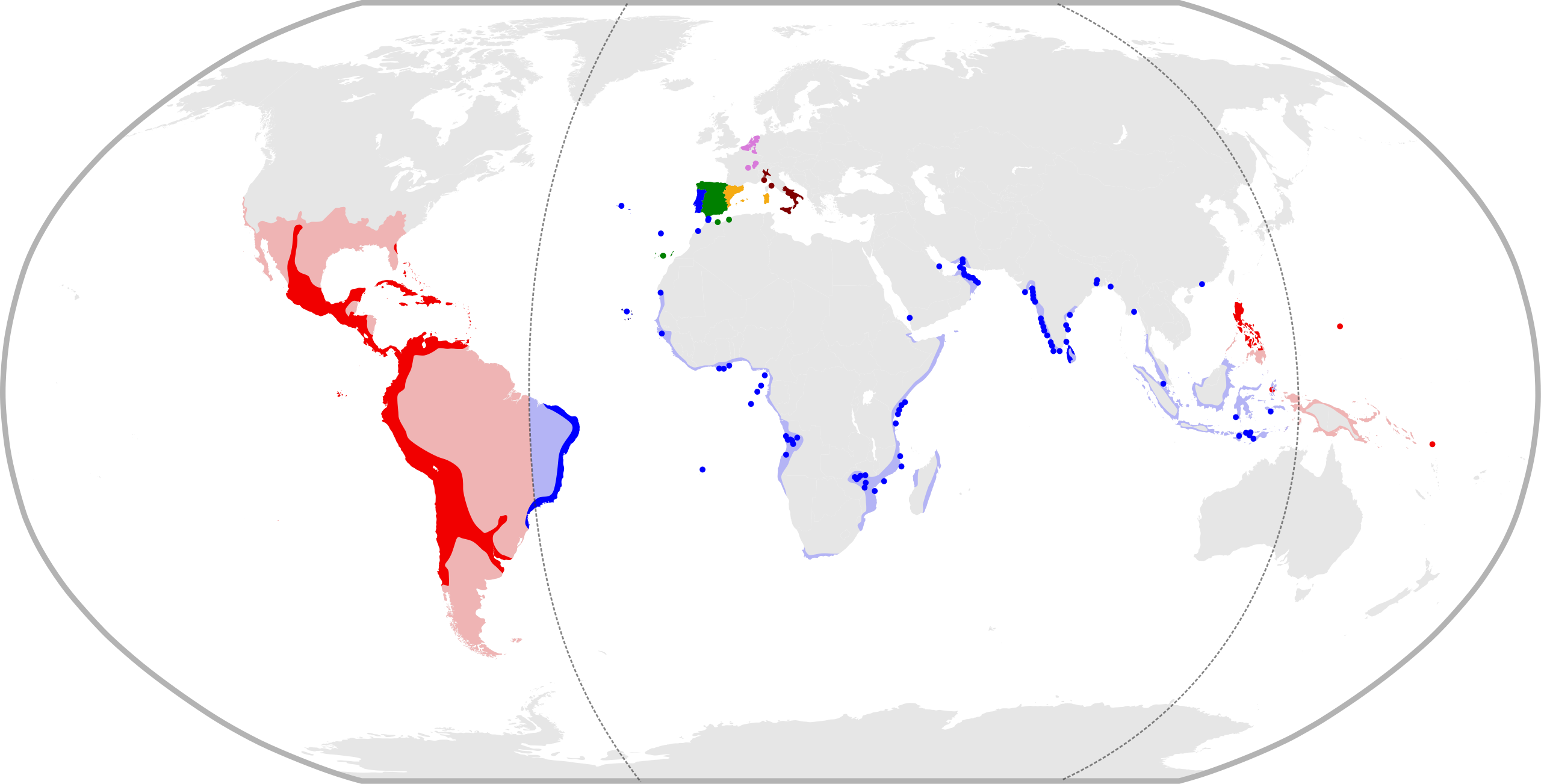
L'Empire de Philippe II en 1598, où on distingue le domaine relevant de chaque Conseil territorial dans le système polysynodique de la Monarchie catholique
Territoires relevant du Conseil de Castille
Territoires relevant du Conseil d'Aragon
Territoires relevant du Conseil du Portugal
Territoires relevant du Conseil d'Italie
Territoires relevant du Conseil des Indes
Territoires relevant du Conseil des Flandres, comprenant les territoires disputés avec les Provinces Unies.

Le Conseil d'Italie ou officiellement le Conseil suprême d'Italie (Consejo Supremo de Italia en espagnol) était l'organisme qui gérait les affaires en Italie (Naples et Présides, la Sicile, et Milan) pour la monarchie espagnole de la maison d'Autriche.
Le gouvernement de la monarchie espagnole de la maison d'Autriche, se faisait au moyen d'organes spécialisés appelés conseils et le régime était appelé régime polysynodique. Les royaumes de Naples et Sicile étaient tombés sous le contrôle de la couronne en passant par la couronne d'Aragon. C'était le Conseil d'Aragon qui au début traitait les affaires de l'Italie. La complexité du travail a poussé Philippe II à séparer en 1556 le Conseil d'Italie du Conseil suprême et royal d'Aragon. Plus tard, on lui a confié les affaires de l'État de Milan.
Le conseil comprenait un président et six régents : deux pour le royaume de Naples, deux pour le royaume de Sicile et deux pour le Milanais — dans les trois cas un régent espagnol et un autre italien —, sans compter les alguazils et les secrétaires.
Parmi ses compétences, il faut noter toutes les nominations civiles et militaires dans ces états, ainsi que les affaires de justice et des finances.

## Sources
- (es) Cet article est partiellement ou en totalité issu de l’article de Wikipédia en espagnol intitulé « Consejo de Italia » (voir la liste des auteurs).